# Pantera
A Pantera egy amerikai groove metal együttes, melyet 1981-ben a Texas állambeli Arlingtonban alapítottak meg az Abbott testvérek, Vinnie Paul és Dimebag Darrell. A pantera szó jelentése párduc olasz, spanyol és portugál nyelven is, az együttes bizonyára a spanyol szóról kapta a nevét. A zenekar nagy hatást gyakorolt a modern metalzene fejlődésére a groove metal stílusalapítóiként, zenéjük alapjaiban változtatta meg a kemény muzsikák arculatát.
A Panterát a heavy metal történetének egyik legsikeresebb és legnagyobb hatású együtteseként tartják számon, a '90-es években sokszor rájuk osztották azt a szerepet, amit a '70-esekben a Black Sabbath, a '80-asokban pedig a Metallica töltött be a könnyűzenei színtéren. Phil Anselmo énekes csatlakozása után az 1990-es években megjelent Pantera-albumok mindegyike platinalemez lett az Egyesült Államokban, világszerte pedig több mint 20 millió példányban keltek el. 1998 után kiéleződtek a zenekaron belüli ellentétek és 2003-ban feloszlottak. A kiemelkedő tehetségű Dimebag Darrell gitárost 2004. december 8-án Damageplan nevű zenekarának koncertje közben lelőtték a színpadon és meghalt. Testvére, Vinnie Paul, 2018. június 22-én hunyt el Las Vegasban.

## Történet

### Kezdetek (1980-as évek)
A Pantera első felállásában Vinnie Paul dobos, Dimebag Darrell szólógitáros, Terry Glaze ritmusgitáros, Tommy Bradford basszusgitáros és Donnie Hart énekes vett részt. 1982-ben Hart távozott és Terry Glaze gitáros lett az énekes, míg Dimebag maradt a Pantera egyedüli gitárosa. Hamarosan a basszusgitáros is kilépett, helyére Rex Brown érkezett. Első három albumukat – Metal Magic (1983), Projects in the Jungle (1984), I Am the Night (1985) – saját kiadásban jelentették meg. Ebben az időszakban zenéjük még az akkor uralkodó glam metal irányzathoz volt sorolható. A zenekar tagjai testhezálló nadrágban és tupírozott hajjal léptek fel.
A thrash metal népszerűségének növekedésével a Pantera zenéje is egyre keményebb lett és Terry Glaze (alias Terrence Lee) énekes glam előadásmódja már nem passzolt az új dalokhoz. 1986-ban megváltak tőle és néhány sikertelen kísérlet után rátaláltak a New Orleans-i Phil Anselmóra, akinek csatlakozása további változásokat hozott. Zenéjükből jórészt eltűnt az addig erős Judas Priest és Mötley Crüe befolyás, és egy erősebb, egyedi hangzás jelent meg, melyet groove metalnak is neveznek. 1988-ban újabb albumuk jelent meg saját kiadásban Power Metal címmel.

### Stílusalapítók (1990-es évek)
1990-ben jelent meg Cowboys from Hell című albumuk az Atcónál, amely az első nagy kiadós lemezük volt. Zenei világuk jócskán bedurvult. Az albummal világszerte nevet szerzett magának a Pantera a metalrajongók körében. 1991-ben Moszkvában léptek fel a Monsters Of Rock fesztiválon olyan nevek mellett, mint a Metallica és az AC/DC. A Cowboys from Hell hamar aranylemez lett. Az albumhoz kapcsolódva megjelent a csapat első videokazettája, a Cowboys from Hell – The Videos, amely színpad mögötti jeleneteket, klipeket, koncertfelvételeket, interjúkat tartalmaz közel háromnegyed órában.
1992-ben a Vulgar Display of Power albummal tért vissza a zenekar, amelyet két hónap alatt rögzítettek. Azzal a céllal mentek stúdióba, hogy keményebb lemezt csináljanak, mint az előző, és ez sikerült is nekik. A Vulgar Display of Power az egyik legkeresettebb album lett, és a Billboard magazin lemezeladási listáján a 44. helyig jutott. Vulgar Video címmel újabb VHS készült, még durvább tálalásban mutatva be a Pantera életét. Következő albumuk az 1994-es Far Beyond Driven már a Billboard-lista első helyén nyitott. „I'm Broken” dalukat a következő évben Grammy-díjra jelölték. A grunge-hullám közepette a Pantera számított a legsikeresebb metalegyüttesnek, súlyos groove metal zenéjükkel új stílust definiálva cáfoltak rá az aktuális trendekre.
1995-re az intenzív színpadi előadások komoly hátsérülést okoztak Anselmónak, aki a műtét és a hosszú lábadozás helyett inkább a drogokhoz nyúlt, hogy csillapítsa fájdalmát, Anselmo pedig folytathassa a koncertezést, valamint dolgozhasson a Pantera mellett működő projektjein. Az 1996-os The Great Southern Trendkill című album tehát már Anselmo heroinfüggőségének idején íródott, amely mind a zenében, mind a dalszövegekben érződik. Egyes kritikusok szerint ez az együttes legsötétebb hangulatú és legszélsőségesebb albuma. 1996. július 13-án, egy órával a texasi koncertjüket követően Anselmo túladagolta magát heroinnal, és leállt a szíve. A mentők adrenalininjekcióval hozták vissza az életbe.
1997-ben jelent meg az Official Live: 101 Proof koncertalbum, és még abban az évben három lemezük, a Cowboys from Hell, a Vulgar Display of Power és a Far Beyond Driven is elérte a platina státuszt az Egyesült Államokban, valamint újabb Grammy-jelöléseket kaptak. Ez az év volt karrierjük csúcspontja. A fesztiválturnék mellett Anselmo újra belevetette magát a projektezésbe, és a 90-es évek végén főleg az ő révén került szóba a Pantera neve.

### Végjáték (2000-es évek)
Hosszú szünet után 2000-ben jelent meg új és egyben utolsó stúdióalbumuk Reinventing the Steel címen. Ezután újabb turnéra indultak, majd a 2001. szeptember 11-ei terrortámadás miatt érthető okokból azonnal félbeszakították a koncertkörutat. Ezután Phil Anselmo visszavonult pihenni súlyos hátgerinc problémái miatt (bár ezalatt folyamatosan dolgozott a Downnal és a Superjoint Rituallal). Amikor Anselmo jó ideig nem válaszolt az Abbott fivérek telefonhívásaira, Vinnie Paul és Dimebag belátták, hogy nincs tovább, és majd' két évnyi vívódást követően 2003-ban hivatalosan is feloszlatták a Panterát.
A zenekar tagjai különböző formációkban próbálták folytatni, több-kevesebb sikerrel. Phil Anselmo és Rex Brown a Down és Superjoint Ritual zenekarokat vitték tovább, míg Dimebag és Vinnie Paul a Damageplant hívták életre.

### Dimebag halála
2004. december 8-án Colombus városában, az Abbott testvérek Damageplan nevű együttesükkel léptek színpadra. Az első szám után Nathan M. Gale leszerelt tengerészgyalogos a színpadra lépett és hat emberre rálőtt. Négyen haltak meg, egyikük Dimebag Darrell volt. Mint utólag kiderült, a gyilkosnál korábban paranoid skizofréniát diagnosztizáltak, emiatt bocsátották el a tengerészgyalogságtól. A Pantera legendás gitárosát szülővárosában, a texasi Arlingtonban helyezték végső nyugalomra. A KISS- és Van Halen-rajongó Dimebag KISS-mintákkal díszített koporsójában elhelyezték Eddie Van Halen nevezetes Bumblebee gitárját.

## Tagok

### Utolsó felállás
- Phil Anselmo – ének
- "Dimebag" Darrell Abbott – gitár
- Vinnie Paul Abbott – dob
- Rex Brown – basszusgitár

### Korábbi tagok
- Donny Hart – ének (1981 – 1982)
- Tommy Bradford – basszusgitár (1981 – 1982)
- Terry Glaze (Terrence Lee) – gitár (1981 – 1982), ének (1982 – 1986)
- Matt L'Amour – ének (1986)
- David Peacock – ének (1986 – 1987)

## Diszkográfia

### Stúdióalbumok
- Metal Magic (1983)
- Projects in the Jungle (1984)
- I Am the Night (1985)
- Power Metal (1988)
- Cowboys from Hell (1990)
- Vulgar Display of Power (1992)
- Far Beyond Driven (1994)
- The Great Southern Trendkill (1996)
- Reinventing the Steel (2000)

### Koncertalbumok
- Official Live: 101 Proof (1997)
- Live at Dynamo Open Air 1998 (2018)

### Válogatások
- The Best of Pantera (2003)